# Władysław Żytkowicz
Władysław Żytkowicz (* 15. Januar 1907; † April 1977) war ein polnischer Skisportler.

## Werdegang
Żytkowicz war Mitglied des SN PTT-1907 Klub Sportowy Kemping Zakopane. Er war bei den Olympischen Winterspielen 1928 und bei den Olympischen Winterspielen 1936 als Soldat Teilnehmer der polnischen Mannschaft bei den Demonstrationsbewerben Militärpatrouillenlauf. 1928 erreichte das polnische Team dabei den siebten und 1936 den neunten Platz.
Bei den Polnischen Meisterschaften im Skispringen wurde er 1927 Zweiter und 1928 Dritter. 1929 nahm er auch an der Nordischen Skiweltmeisterschaft teil. 1931 wurde er Polnischer Meister in der Nordischen Kombination.